# Fédération française des agences de presse
La Fédération française des agences de presse, ou FFAP est une organisation sociale française qui fédère les syndicats français des agences de presse,,,. Elle a été fondée en 1945,.

## Lien web
- « La Fédération française des Agences de Presse (FFAP) »